# 允燕塔
允燕塔（广母允燕），又名勐町塔，位于中华人民共和国云南省德宏傣族景颇族自治州盈江县允燕村马鹿场勐町寨后允燕山上的一座傣族佛塔，是全国重点文物保护单位。

## 特点
当时用于镇水患、瘟疫、兵灾等，1946年，由盏达土司思洪升募建，傣语称“广母允燕”。但由于瘟疫和战乱频发，直至1955年至1956年才重修竣工。允燕塔由一座大塔和周围44座小塔组成群塔，均建在一个方形基座上。基座边长19.3米，座上共设五层塔台。基层台每边各立七座小塔；第二层至第五层台逐渐收束，每层台的四角各立一小塔，共44座，小塔塔基全部为方形须弥座。第五层正中立大塔，高20米，为砖砌的实心塔，塔尖为金箔，其余部分为白色。1982年，被列为云南省文物保护单位。2006年，中华人民共和国国务院认定其为第六批全国重点文物保护单位。2007年8月，开始进行保护规划。

## 图集

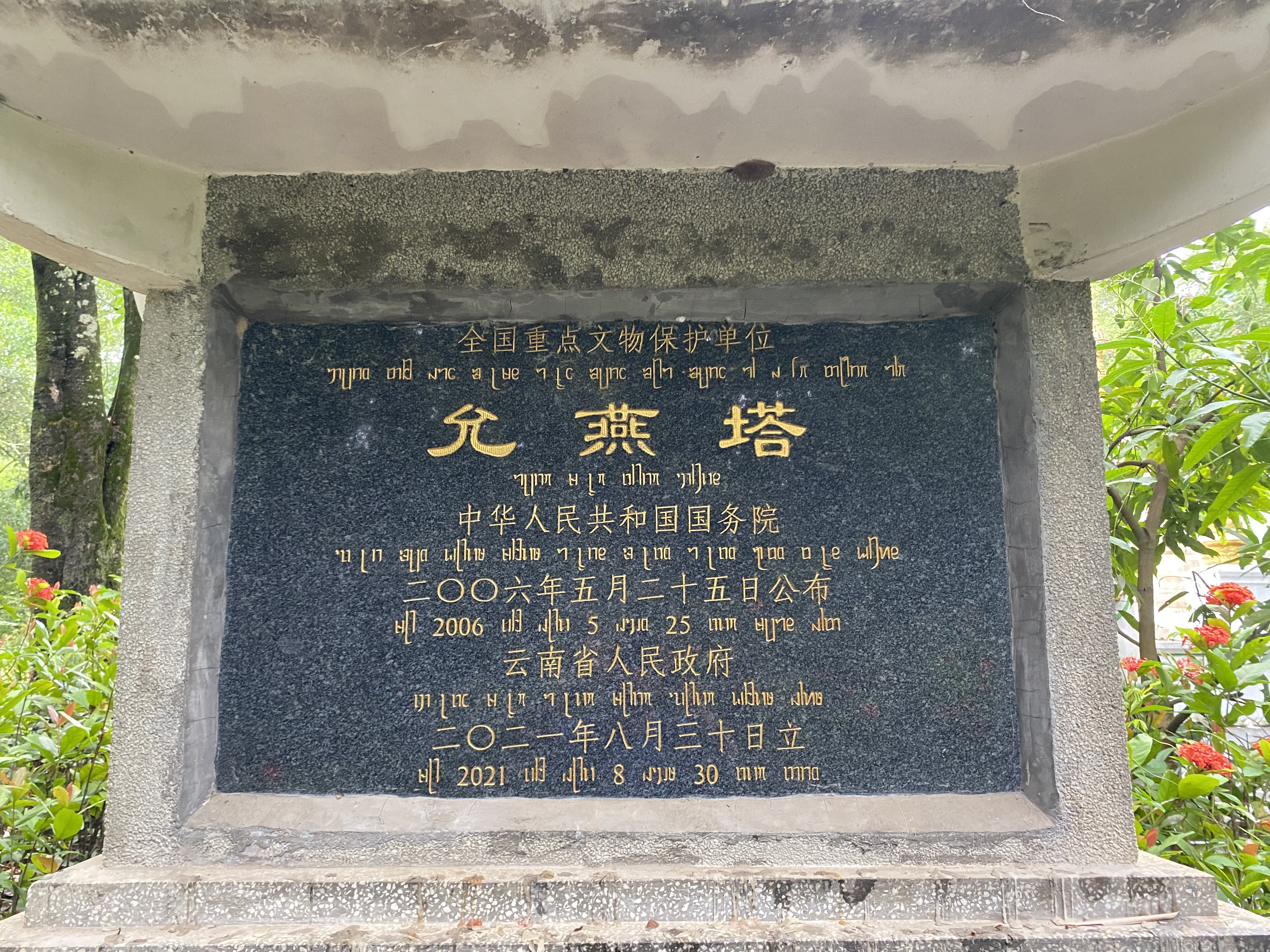
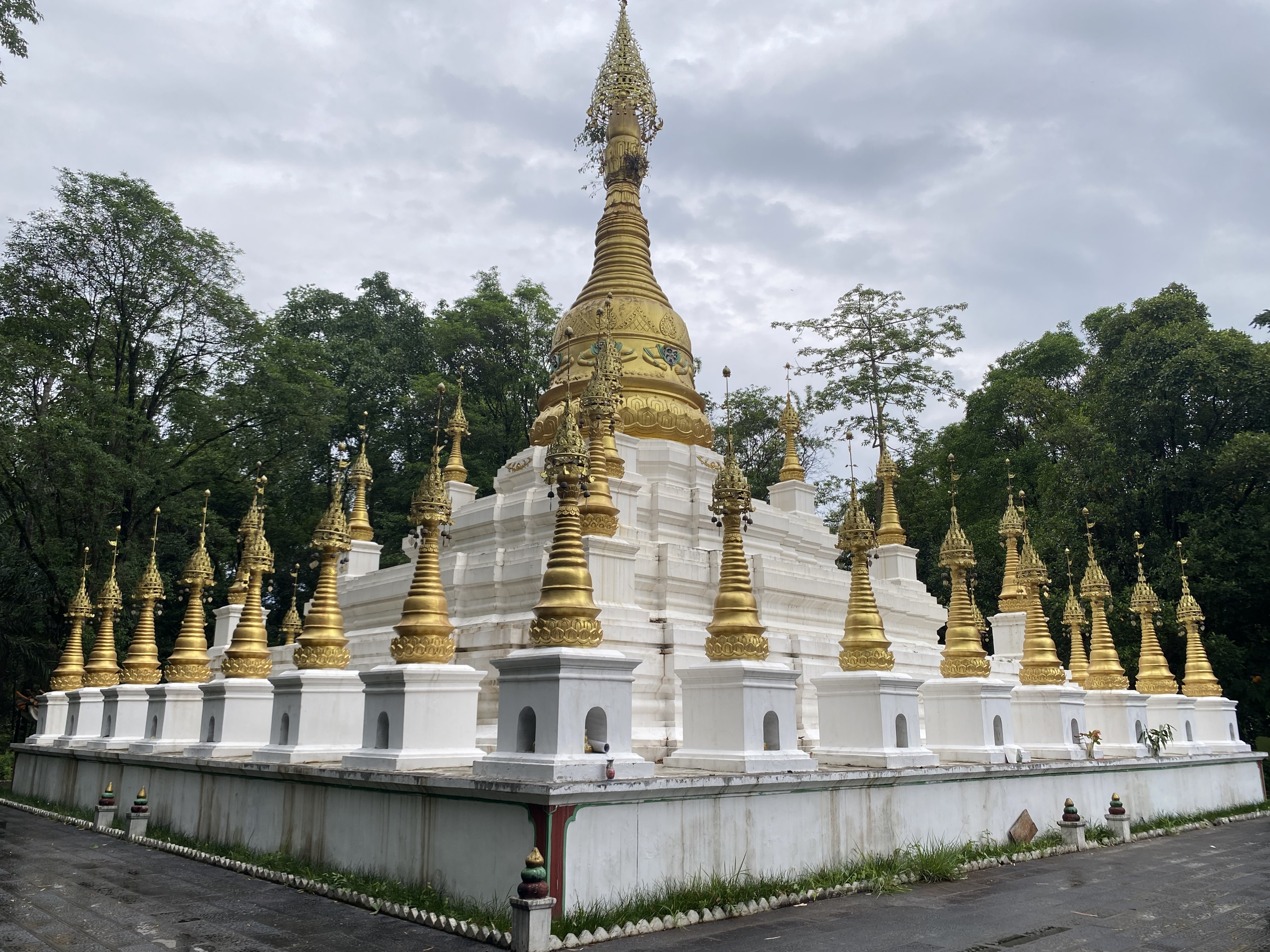
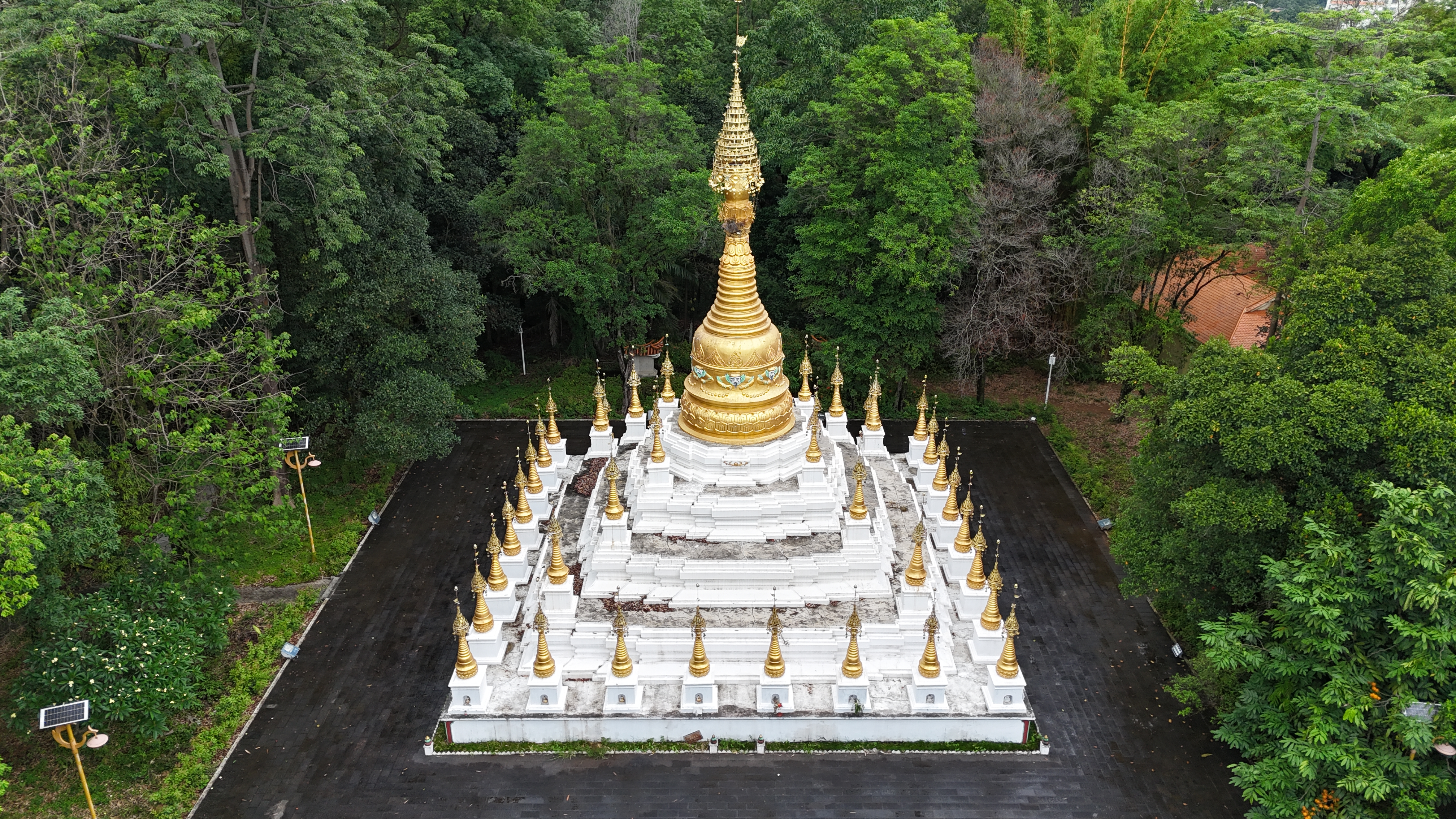
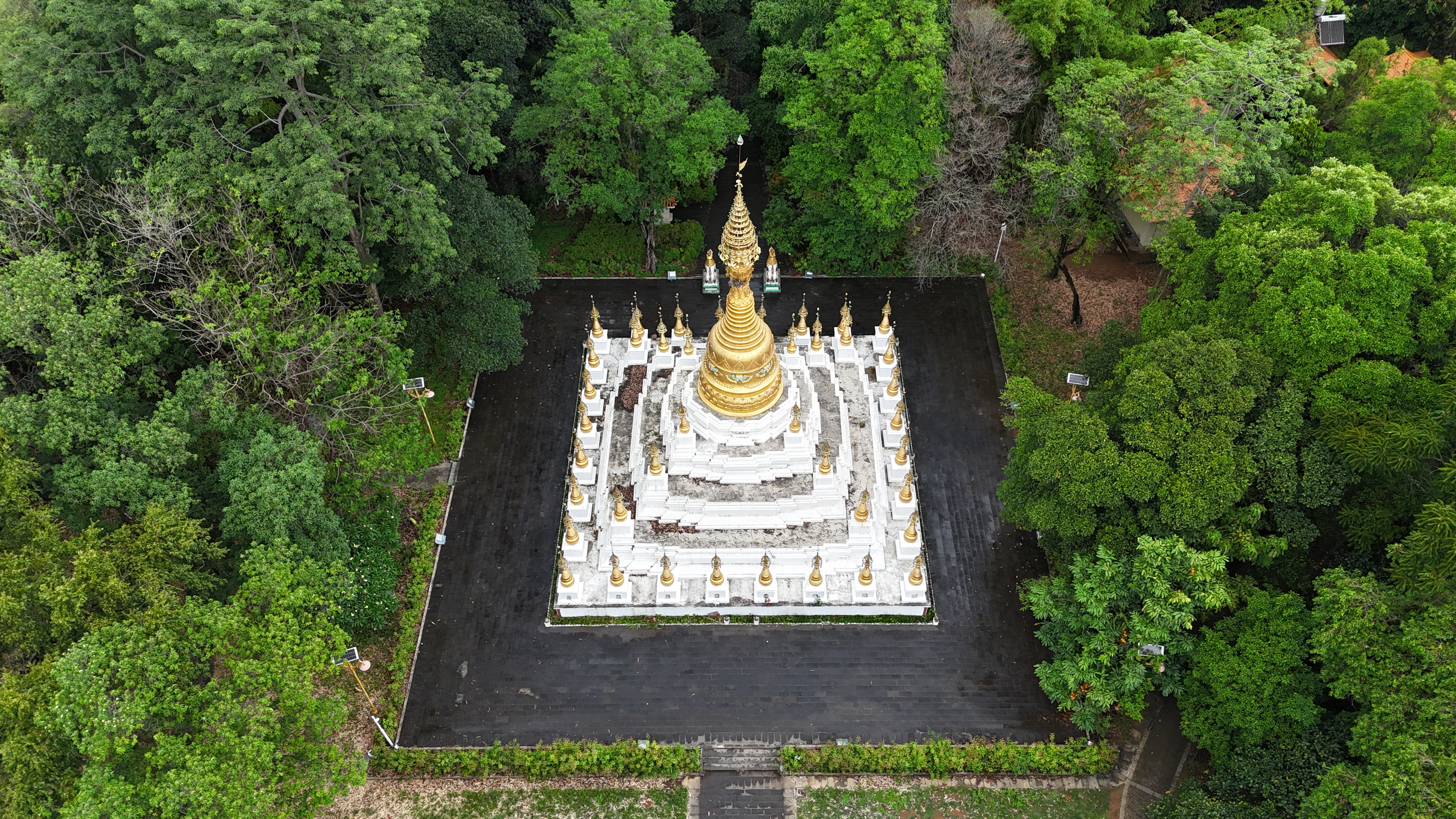
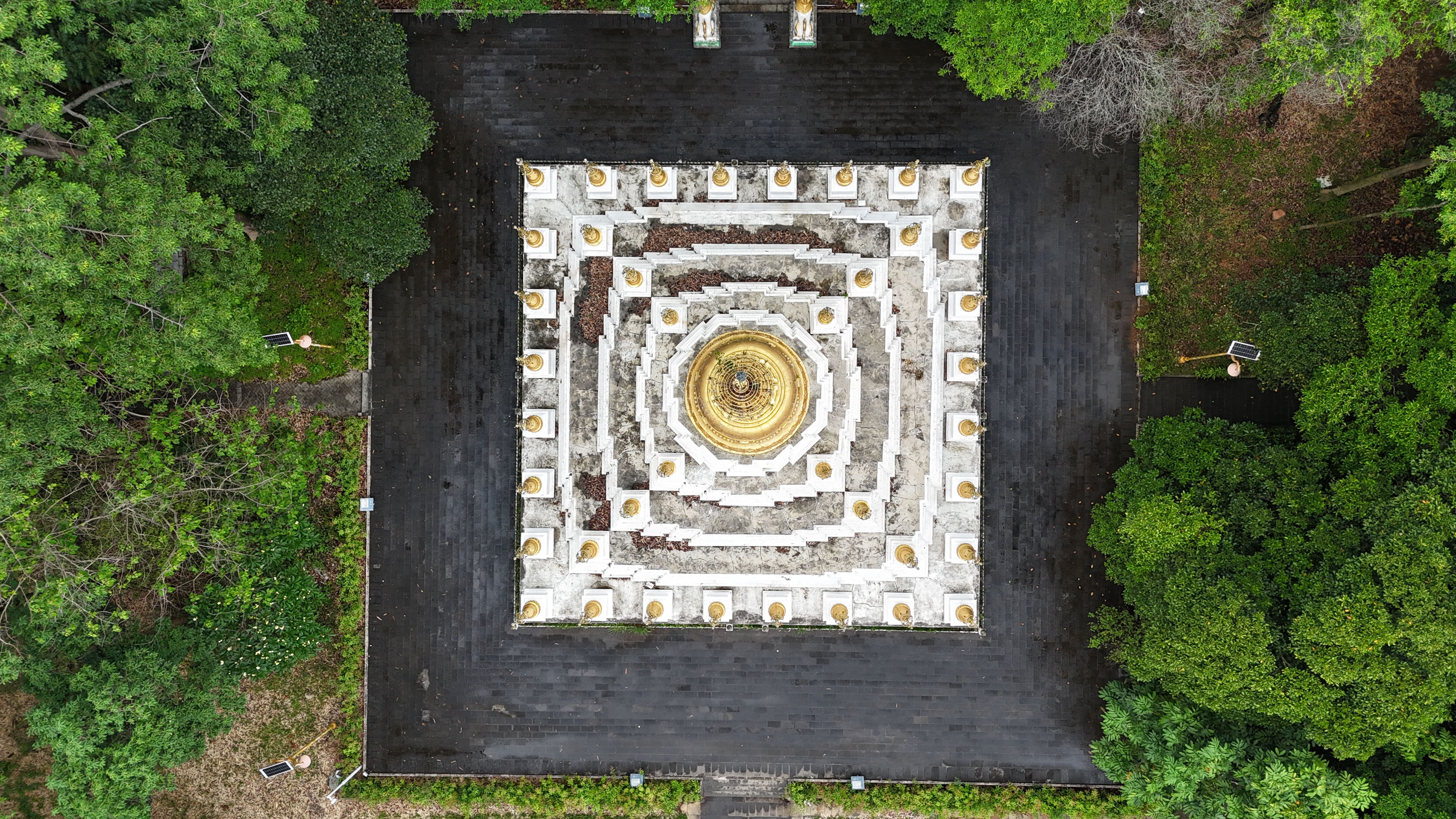